# ژوانگزی (کتاب)
«» ـ
ژوانگزی (به انگلیسی: The Zhuangzi)؛ چینی:莊子) یا چوانگ‌تسو که رومی شده‌است، یک متن چینی باستانی از اواخر دوره ایالت‌های جنگ‌طلب است. قبل از میلاد حاوی داستان‌ها و حکایت‌هایی است که طبیعت بی‌خیال حکیم ایده‌آل تائوئیست را نشان می‌دهد. ژوانگزی که به نام نویسنده خود، «استاد ژوانگ» (چوانگتسی) نام‌گذاری شده‌است، یکی از دو متن بنیادی تائوئیسم به همراه دائو ده جینگ است.
ژوانگزی شامل مجموعه بزرگی از حکایت‌ها، تمثیل‌ها و افسانه‌هایی است که اغلب طنزآمیز یا هجو هستند. مضامین اصلی آن خودانگیختگی در عمل و آزادی از دنیای انسانی و قراردادهای آن است. افسانه‌ها و حکایت‌های موجود در متن تلاش می‌کنند نادرست بودن تمایز انسان بین خوب و بد، بزرگ و کوچک، زندگی و مرگ، و انسان و طبیعت را نشان دهند. درحالی‌که دیگر فیلسوفان چینی باستان بر وظایف اخلاقی و شخصی تمرکز داشتند، ژوانگزی سرگردانی بی‌دغدغه و یکی‌شدن با «راه» با پیروی از طبیعت را ترویج کرد.
اگرچه ژوانگزی در درجه اول یک اثر فلسفی شناخته می‌شود، اما به‌عنوان یکی از بزرگ‌ترین آثار ادبی در تاریخ چین در نظر گرفته می‌شود و «مهم‍ترین متن پیش از چین برای مطالعه ادبیات چین» نامیده می‌شود. شاه‌کاری از مهارت‌های فلسفی و ادبی که بر نویسندگان و شاعران چینی برای بیش از ۲۰۰۰ سال از سلسله هان (۲۰۶ قبل از میلاد – 220 پس از میلاد) تا کنون تأثیر گذاشته‌است.

## تاریخ

### تألیف و تاریخ متن
ژوانگزی آثار جمع‌آوری‌شده مردی به نام ژوانگزی است که با عنوان «چوانگ‌تسو» نیز شناخته می‌شود، همان‌طور که در دوره سلسله ژو رایج بود، این اثر نیز مستقیماً به نام نویسنده نام‌گذاری شده‌است. آثار مکتوب اطلاعات کمی در مورد زندگی تاریخی ژوانگزی ارائه می‌دهند. گفته می‌شود که او در حدود سال ۳۶۹ قبل از میلاد در ایالت سونگ در محلی به نام منگ در نزدیکی شانگکیو امروزی، هنان به‌دنیا آمده‌است. و گمان می‌رود در حدود ۳۰۱، ۲۹۵ یا ۲۸۶ قبل از میلاد مرده باشد. تصور می‌شود که او مدتی را در ایالت جنوبی چو و همچنین در پایتخت چی لینزی گذرانده‌است. سوابق شیجی دوران هان شامل بیوگرافی ژوانگزی است، اما به‌نظر می‌رسد که بیش‌تر از خود ژوانگزی تهیه شده باشد. محقق آمریکایی برتون واتسون نتیجه گرفت: «نوشته‌های منسوب به چوانگ‌تسو مهر ذهنی درخشان و اصیل را دارد.»
اکثر محققان با این دیدگاه موافق هستند که هفت فصل اول کار، که با عنوان فصل‌های درونی شناخته می‌شود، از نظر تاریخی به‌عنوان اثر واقعی ژوانگزی در نظر گرفته شده‌است. ۲۶ فصل دیگر در متن دریافتی باقی مانده‌است که تألیف اصلی آن‌ها مدت‌ها موضوع بحث بوده‌است. آن‌ها به ۱۶ فصل بیرونی و ۱۰فصل متفرقه تقسیم می‌شوند. در اوایل سلسله سونگ (960 – ۱۲۷۹)، محققان دریافته‌اند که برخی از بخش‌های کتاب نمی‌تواند توسط ژوانگزی نوشته شده باشد. امروزه، پذیرفته شده‌است که فصل‌های بیرونی و متفرقه نتیجه فرایند «افزایش و ویرایش» بودند، که به موجب آن نویسندگان متعددی به فصل‌های درونی اولیه شاخ و برگ دادند. علی‌رغم این عدم قطعیت‌ها، محققان همه ۳۳ فصل باقی‌مانده از ژوانگزی را به‌عنوان آثاری از قرن چهارم تا دوم قبل از میلاد می‌پذیرند.
قبل از سلسله هان (۲۰۶ قبل از میلاد – 220 پس از میلاد)، جزئیات مربوط به تاریخ متنی ژوانگزی تا حد زیادی ناشناخته است. رد پای تأثیر فلسفی آن در متون نوشته‌شده در اواخر دوره کشورهای متخاصم، مانند گوانزی، هان فیزی، هوآینانزی، و سال‌نامه‌های بهار و پاییز، نشان می‌دهد که تبار فکری چوانگ‌تسو قبلاً در ایالت‌های چی و چو قرن سوم قبل از میلاد بسیار تأثیرگذار بوده‌است. در سوابق شیجی، سیما کیان از ژوانگزی به‌عنوان اثری ۱۰۰۰۰۰ کلمه‌ای یاد می‌کند و به چندین فصل موجود در متن اشاره می‌کند. بسیاری از محققان ژوانگزی را متشکل از ۵۲ فصل می‌دانند که توسط کتاب هان در ۱۱۱ پس از میلاد به عنوان شکل اصلی متن تأیید شده‌است. چندین نسخه مختلف از متن تا زمان سلسله تانگ باقی مانده‌است، اما همه نسخه‌های موجود در نهایت از مجموعه‌ای کوتاه‌تر و محبوب‌تر از ۳۳ فصل به‌دست می‌آیند که توسط محقق عصر جین، گوئو شیانگ جمع‌آوری شده‌است.
در سال ۷۴۲، یک اعلامیه حکومتی از سوی امپراتور شوان زونگ اول، ژوانگزی را به‌عنوان یکی از کلاسیک‌های چینی مقدس معرفی کرد و به آن عنوان «کتاب مقدس واقعی فلورسانس جنوبی» اعطا کرد. با این وجود، اکثر محققان در طول تاریخ چین به‌دلیل ماهیت غیر کنفوسیوسی آن، ژوانگزی را فی‌نفسه «کلاسیک» نمی‌دانستند.

### نسخه‌های خطی
بخش‌هایی از ژوانگزی در میان متون بامبو از دوره دوره ایالت‌های جنگ‌طلب و مقبره‌های سلسله هان، به‌ویژه در سایت‌های متون بامبو شوانگگودوی و ژانگجاشان هان کشف شده‌است. یکی از ورقه‌های متون بامبو گوئودی، که مربوط به حدود ۳۰۰ سال قبل از میلاد است، حاوی چیزی است که به‌نظر می‌رسد قطعه‌ای کوتاه از فصل «خزانه غارت‌کننده» باشد.
بسیاری از قطعات ژوانگزی که مربوط به اوایل سلسله تانگ است در اوایل قرن بیستم توسط اکتشافات کاوش‌گر مجارستانی-بریتانیایی اورل اشتاین و چین‌شناس فرانسوی پل پلیو در میان دست‌نوشته‌های دانهوانگ کشف شد. آن‌ها مجموعاً حدود دوازده فصل از نسخه ژوانگزی گوئو شیانگ را تشکیل می‌دهند و در کتابخانه بریتانیا و کتابخانه ملی فرانسه نگهداری می‌شوند.
در میان گنجینه‌های ملی ژاپنی که در معبد کوزان جی در کیوتو نگهداری می‌شود، نسخه خطی ژوانگزی مربوط به دوره موروماچی دیده می‌شود. نسخه خطی دارای هفت فصل کامل از فصول «بیرونی» و «متفرقه» است، و اعتقاد بر این است که نسخه‌ای نزدیک به یک نسخه مشروح نوشته‌شده در قرن هفتم توسط استاد دائوئیست چینی چنگ ژوانیینگ است.

## محتوا
ژوانگزی شامل مجموعه بزرگی از حکایت‌ها، تمثیل‌ها، کلمات بلاغی و افسانه‌هایی است که اغلب ماهیت طنز یا هجو دارند. بیش‌تر داستان‌های ژوانگزی نسبتاً کوتاه و ساده هستند، مانند داستان لیسه و شکاف که هفت سوراخ در «هون دون» حفر می‌کنند (فصل ۷) و ژوانگزی پس از مرگ همسرش در حال نشسته و طبل‌زنان روی یک حوض کشف می‌شود (فصل ۱۸). تعداد کمی نیز طولانی‌تر و پیچیده‌تر هستند، مانند داستان مغ استاد دروغ (فصل ۱۴) و روایت موسیقی امپراتور زرد (فصل 14). برخلاف داستان‌ها و تمثیل‌های دیگر در سایر متون پیش از دودمان چین، ژوانگزی از این نظر منحصربه‌فرد است که تمثیل‌ها بخش عمده متن را تشکیل می‌دهند، نه ویژگی‌های گاه و بی‌گاه، و همیشه شوخ، احساسی و محدود به واقعیت نیستند.
برخلاف دیگر آثار چین باستان که تمثیل‌هایشان معمولاً بر اساس افسانه‌ها و ضرب‌المثل‌های تاریخی استوار بود، به‌نظر می‌رسد بیش‌تر داستان‌های ژوانگزی توسط خود ژوانگزی ابداع شده باشد. برخی از آن‌ها کاملاً غریب هستند، مانند توصیف عجیب تکامل از «اسپری مه آلود» از طریق یک سری مواد و حشرات به اسب‌ها و انسان‌ها (فصل ۱۸)، درحالی‌که چند قسمت دیگر به نظر می‌رسد «چرندهای محض» هستند که شبیه به جابروکی لوئیس کارول است. ژوانگزی پر از شخصیت‌های عجیب و غریب و خارق‌العاده است، مانند «لکنت‌گر دیوانه»، «پژوهشگر شیفتگان»، «سر پلو»، و مردی که تصور می‌کند دست چپش به خروس تبدیل می‌شود، بازوی راستش تبدیل به خروس می‌شود. به یک کمان پولادی تبدیل می‌شود و باسن او تبدیل به چرخ دستی می‌شود.
ژوانگزی که استاد زبان است، گاهی اوقات به منطق و استدلال می‌پردازد، اما سپس آن را وارونه می‌کند یا برای نشان دادن محدودیت‌های دانش بشری و جهان عقلانی، استدلال‌ها را به پوچی می‌کشاند. ویکتور مایر، سنت‌شناس، استدلال ژوانگزی، مانند بحث او با دوست فیلسوفش هوی شی در مورد لذت ماهی (فصل ۱۷)، با سنت مکالمات سقراطی مقایسه می‌کند و پارادوکس‌های هویزی را به‌طرز شگفت‌انگیزی مانند زنون الئایی در پایان کتاب بیان می‌کند.

### قطعات قابل‌توجه

#### رؤیای پروانه

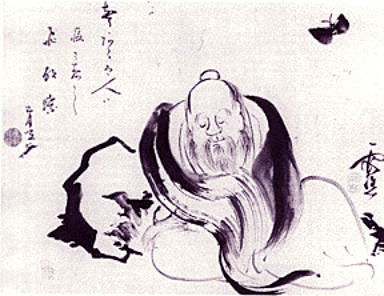
ژوانگزی در خواب پروانه اثر نقاش ژاپنی قرن هجدهم ایکه نو تایگا

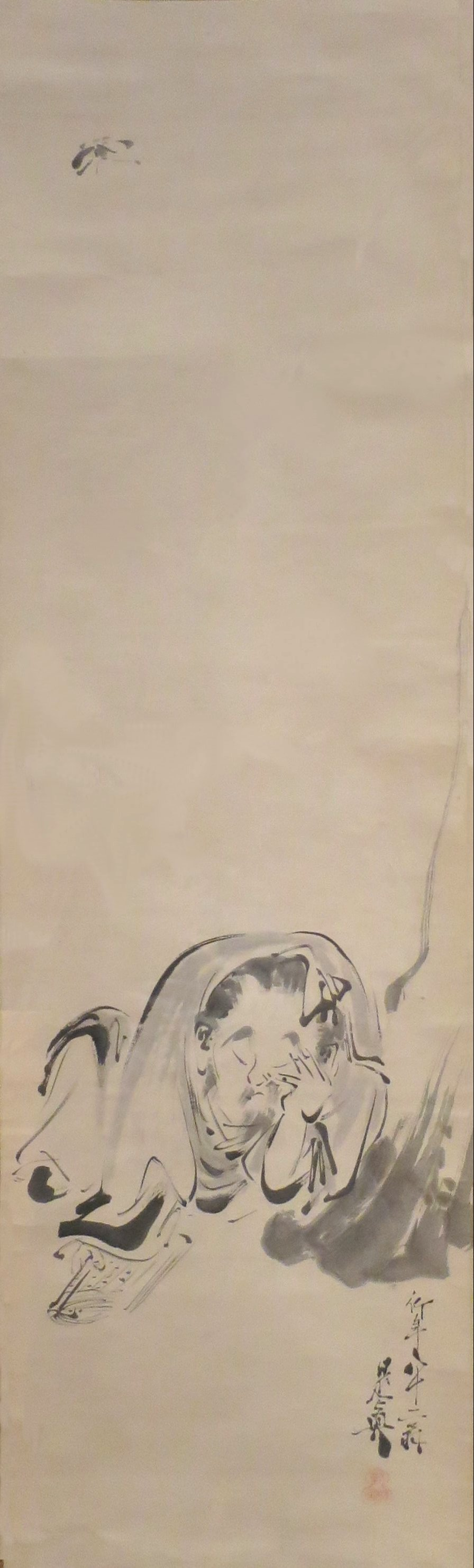
ژوانگزی در خواب پروانه، اثر نقاش ژاپنی شیباتا زشین (۱۸۸۸)

مشهورترین داستان ژوانگزی - «چوانگ‌تسو رؤیای پروانه بودن را می‌بیند»، در پایان فصل دوم، «دربارهٔ برابری اشیا» دیده می‌شود.
     昔者莊周夢為胡蝶，栩栩然胡蝶也，自喻適志與。不知周也。

     یک بار، چوانگ‌تسو خواب دید که او یک پروانه است، پروانه‌ای است که در حال بال زدن و پرواز است، از خودش خوشحال است و هر کاری که می‌خواهد انجام می‌دهد. او نمی‌دانست که او چوانگ‌تسو است.

     俄然覺，則蘧蘧然周也。不知周之夢為胡蝶與，胡蝶之夢為周與。周與胡蝶，則必有分矣。此之謂物化。

     ناگهان از خواب بیدار شد و یک چوانگ‌تسوی واقعی و غیرقابل انکار بود. اما او نمی‌دانست که آیا او چوانگ‌تسو است که در خواب دیده‌است، که پروانه است یا پروانه‌ای است که در خواب می‌بیند که او چوانگ‌تسو است. بین چوانگ‌تسو و پروانه باید تمایزی وجود داشته باشد! به این می‌گویند دگرگونی اشیاء.— ژوانگزی، فصل ۲ (ترجمه واتسون) 
تصویر ژوانگزی که فکر می‌کرد مردی است که رؤیای پروانه‌شدن را در سر می‌پروراند، یا پروانه‌ای که رؤیای مرد بودن را در سر می‌پروراند، چنان معروف شد که درامهایی با موضوع آن نوشته شده‌است. در این قطعه، ژوانگزی با مضمون «دگرگونی» بازی می‌کند، و نشان می‌دهد که «تمایز بین بیداری و رؤیا یکی دیگر از دوگانگی‌های جعلی است. اگر [یک] آنها را متمایز کند، چگونه [دو] می‌تواند تشخیص دهد که [یک] اکنون خواب می‌بیند یا بیدار است؟»

#### مرگ هون دون
یکی دیگر از داستان‌های معروف ژوانگزی، «مرگ هون دون»، خطراتی را که ژوانگزی در مخالفت با طبیعت ذاتی اشیا دید، نشان می‌دهد.
     南海之帝為儵，北海之帝為忽，中央之帝為渾沌。儵與忽時相與遇於渾沌之地，渾沌待之甚善。儵與忽謀報渾沌之德，曰：人皆有七竅，以視聽食息，此獨無有，嘗試鑿之。日鑿一竅，七日而渾沌死。

     امپراتور دریاهای جنوبی لیکیتی، امپراتور دریای شمال اسپلیت و امپراتور مرکز ونتون بود. لیکتی و اسپلیت اغلب یکدیگر را در سرزمین ونتون ملاقات می‌کردند و ونتون با آن‌ها بسیار خوب رفتار می‌کرد. لیکتی و اسپلیت که می‌خواستند محبت ونتون را جبران کنند، گفتند: «همه مردم هفت سوراخ برای دیدن، شنیدن، خوردن و تنفس دارند. ونتون به تنهایی فاقد آن‌هاست. بیایید سعی کنیم چند سوراخ برای او ایجاد کنیم.» بنابراین هر روز یک سوراخ [در او] حفر می‌کردند و روز هفتم ونتون مرد.— ژوانگزی، فصل ۷ (ترجمه اصلی)
ژوانگزی معتقد بود که بزرگ‌ترین خوشبختی انسان را می‌توان از طریق درک بالاتر از ماهیت چیزها به‌دست‌آورد، و برای رشد کامل خود نیاز به ابراز توانایی ذاتی خود است. در این حکایت، ژوانگزی به‌صورت طنزآمیز و پوچ از «هون دون»، نامی برای مفهوم چینی از هرج و مرج اولیه استفاده می‌کند تا نشان دهد که او معتقد است عواقب مخالفت با طبیعت ذاتی اشیاء فاجعه‌بار است.

#### مناظره در مورد شادی ماهی
داستان «مناظره در مورد لذت ماهی» حکایت معروفی است که با سنت مکالمات سقراطی یونان باستان مقایسه شده‌است.
     莊子與惠子遊於濠梁之上。莊子曰：儵魚出遊從容，是魚樂也。

     ژوانگزی و هویزی روی پل روی رودخانه هائو سرگرم بودند. ژوانگزی گفت، «کپورها آزادند و به آسانی می‌چرخند! ماهی‌ها این‌گونه خوشحال می‌شوند.»

     惠子曰：子非魚，安知魚之樂。莊子曰：子非我，安知我不知魚之樂。

     هویزی پاسخ داد: «شما ماهی نیستید. از کجا می‌دانید که ماهی خوشحال است؟» ژوانگزی گفت: «تو من نیستی. از کجا می‌دانی که من نمی‌دانم که ماهی‌ها خوشحال هستند؟»

     惠子曰：我非子，固不知子矣；子固非魚也，子之不知魚之樂全矣。

     هویزی گفت: «مطمئناً من شما نیستم، پس البته از شما اطلاعی ندارم. اما واضح است که شما ماهی نیستید؛ بنابراین مشخص است که شما نمی‌دانید که ماهی‌ها خوشحال هستند.»

     莊子曰：請循其本。子曰汝安知魚樂云者，既已知吾知之而問我，我知之濠上也。

     ژوانگزی گفت، «بیایید به ابتدای این موضوع برگردیم. شما گفتید، از کجا می‌دانید که ماهی‌ها خوشحال هستند، اما وقتی این را از من پرسیدید، قبلاً می‌دانستید که من آن را می‌دانم. من آن را می‌دانم. درست این‌جا بالای هائو.»
نکته دقیقی که ژوانگزی در این مناظره بیان کرد کاملاً روشن نیست. به نظر می‌رسد داستان به این نکته اشاره می‌کند که «دانستن» یک چیز صرفاً یک حالت ذهنی است و نمی‌توان تعیین کرد که آیا آن «دانستن» اعتبار عینی دارد یا خیر. این داستان به‌عنوان نمونه‌ای از تسلط زبانی ژوانگزی ذکر شده‌است، زیرا او با ظرافت از عقل برای بیان یک نکته ضدعقل‌گرا استفاده می‌کند.

#### ضربه زدن روی تشت و آواز خواندن
یکی دیگر از داستان‌های معروف ژوانگزی، «ضربه زدن روی تشت و آواز خواندن»، توصیف می‌کند که چگونه ژوانگزی مرگ را چیزی نمی‌دانست که باید از آن ترسید.
     莊子妻死，惠子弔之，莊子則方箕踞鼓盆而歌。惠子曰：與人居長子，老身死，不哭亦足矣，又鼓盆而歌，不亦甚乎。
     همسر ژوانگزی درگذشت. وقتی هویزی برای تسلیت رفت، ژوانگزی را دید که با پاهای بیرون‌زده نشسته، روی تشت می‌کوبد و آواز می‌خواند. هویزی گفت: «تو با او زندگی کردی، او فرزندانت را بزرگ کرد و پیر شد. فقط کافی است که برای مرگ او گریه نکنیم. اما کوبیدن به تشت و آواز خواندن؛ این خیلی دور از ذهن است، این‌طور نیست؟»
     莊子曰：不然。是其始死也，我獨何能無概然。察其始而本無生，非徒無生也，而本無形，非徒無形也，而本無氣。雜乎芒芴之間，變而有氣，氣變而有形，形變而有生，今又變而之死，是相與為春秋冬夏四時行也。
     ژوانگزی گفت، «اشتباه می‌کنی. وقتی او برای اولین بار مرد، فکر می‌کنی من مانند دیگران غمگین نشدم؟ اما به آغاز و زمان قبل از تولدش نگاه کردم. نه تنها. زمان قبل از اینکه او به دنیا بیاید، اما زمان قبل از اینکه بدن داشته باشد. او روحی داشت. تغییری دیگر و بدنی داشت. تغییری دیگر و به دنیا آمد. اکنون تغییر دیگری رخ داده‌است و او مرده‌است. درست مانند چرخش چهار فصل، بهار، تابستان، پاییز، زمستان.»
     人且偃然寢於巨室，而我噭噭然隨而哭之，自以為不通乎命，故止也。
      «حالا او با آرامش در اتاقی وسیع دراز می‌کشد. اگر بخواهم به دنبال هق‌هق و هق‌هق او بیایم، این نشان می‌دهد که من چیزی از سرنوشت نمی‌فهمم؛ بنابراین متوقف شدم.»
به نظر می‌رسد ژوانگزی مرگ را به‌عنوان یک فرایند یا دگرگونی طبیعی می‌نگریست که در آن فرد یک شکل از وجود را رها می‌کند و شکل دیگری را به خود می‌گیرد. در فصل دوم، او به این نکته اشاره می‌کند که برای همه انسان‌ها، مرگ ممکن است در واقع بهتر از زندگی باشد: «از کجا بدانم که دوست داشتن زندگی یک توهم نیست؟ از کجا بدانم که در نفرت از مرگ مانند مردی نیستم که در جوانی خانه را ترک کرده و راه بازگشت را فراموش کرده‌است؟» نوشته‌های او می‌آموزد که «مرد یا زن عاقل مرگ را با متانت می‌پذیرد و از این طریق به سعادت مطلق می‌رسد.»

#### مرگ ژوانگزی
داستان مرگ ژوانگزی، که در فصل ۳۲ متن آمده‌است، نمونه‌ای از افسانه‌های رنگارنگ است که در دهه‌های پس از مرگ ژوانگزی رشد کرده‌است، و همچنین شرح و بسط ایده‌های اصلی فلسفی موجود در «فصل های‌درونی»، فصل‌های «بیرونی» و «متفرقه» است.
     莊子將死，弟子欲厚葬之。莊子曰：吾以天地為棺槨，以日月為連璧，星辰為珠璣，萬物為齎送。吾葬具豈不備邪。何以加此。

     زمانی که استاد ژوانگ در شرف مرگ بود، شاگردانش می‌خواستند تشییع جنازه‌ای مجلل برای او برگزار کنند. استاد ژوانگ گفت: «من آسمان و زمین را تابوت درونی و بیرونی خود، خورشید و ماه را جفت قرص یشمی، ستارگان و صور فلکی را مروارید و مهره‌هایم، ده هزار چیز دیگر را به‌عنوان هدایای تشییع جنازه خود می‌گیرم. کامل است، چگونه چیزی ناآماده باقی مانده‌است؟ چه چیزی باید به آن اضافه شود؟»

     弟子曰：吾恐烏鳶之食夫子也。莊子曰：在上為烏鳶食，在下為螻蟻食，奪彼與此，何其偏也。

     شاگردان گفتند: «ما می‌ترسیم که کلاغ‌ها و بادبادک شما را بخورند، استاد!» استاد ژوانگ گفت: «بالاتر از زمین توسط کلاغ‌ها و بادبادک‌ها خورده می‌شوم، زیر زمین توسط خال‌جیرجیرک‌ها و مورچه‌ها خورده می‌شوم. شما یکی را می‌دزدید و به دیگری می‌دهید - چه‌قدر کج می‌فهمید.»— ژوانگزی، فصل ۳۲ (ترجمه)

### فهرست فصول
| فصل | عنوان                           | عنوان چینی            |
| --- | ------------------------------- | --------------------- |
| ۱   | «سرگردانی بی خیال»              | Xiāoyáo yóu 逍遙遊    |
| ۲   | «دربارهٔ تساوی اشیا»             | Qí wù lùn 齊物論      |
| ۳   | «ضروری برای پرورش زندگی»        | Yǎng shēng zhǔ 養生主 |
| ۴   | «دنیای انسانی»                  | Rén-jiān shì 人間世   |
| ۵   | «نمادهای صداقت محقق شد»         | Dé chōng fú 德充符    |
| ۶   | «معلم بزرگ اجدادی»              | Dà zōng shī 大宗師    |
| ۷   | «پاسخ به امپراتورها و پادشاهان» | Yìng dì wáng 應帝王   |
| ۸   | «انگشتان شبکه‌ای»                | Piān mǔ 駢拇          |
| ۹   | «سم اسب‌ها»                      | Mǎ-tí 馬蹄            |
| ۱۰  | «غارت خزانه»                    | Qū qiè 胠篋           |
| ۱۱  | «حفظ و پذیرش»                   | Zài yòu 在宥          |
| ۱۲  | «بهشت و زمین»                   | Tiān-dì 天地          |
| ۱۳  | «راه بهشت»                      | Tiān dào 天道         |
| ۱۴  | «انقلاب‌های آسمانی»              | Tiān yùn 天運         |
| ۱۵  | «نظرات ریشه‌دار»                 | Kè yì 刻意            |
| ۱۶  | «طبیعت اصلاح»                   | Shàn xìng 繕性        |
| ۱۷  | «سیل‌های پاییزی»                 | Qiū shuǐ 秋水         |
| ۱۸  | «لذت نهایی»                     | Zhì lè 至樂           |
| ۱۹  | «درک زندگی»                     | Dá shēng 達生         |
| ۲۰  | «درخت کوهستان»                  | Shān mù 山木          |
| ۲۱  | «زمین میدان ارباب»              | Tián-zǐ fāng 田子方   |
| ۲۲  | «دانش در شمال سرگردان است»      | Zhī běi yóu 知北遊    |
| ۲۳  | «گنگ سانگ چو»                   | Gēngsāng Chǔ 庚桑楚   |
| ۲۴  | «شو بی‌روح»                      | Xú wú-guǐ 徐無鬼      |
| ۲۵  | «آفتابی»                        | Zé yáng 則陽          |
| ۲۶  | «چیزهای خارجی»                  | Wài wù 外物           |
| ۲۷  | «استعاره‌ها»                     | Yù yán 寓言           |
| ۲۸  | «کناره‌گیری از پادشاهی»          | Ràng wáng 讓王        |
| ۲۹  | «پای دزد»                       | Dào zhí 盜跖          |
| ۳۰  | «گفتگو در باب شمشیر»            | Shuō jiàn 說劍        |
| ۳۱  | «یک ماهیگیر پیر»                | Yú fù 漁父            |
| ۳۲  | «دروغ یوکو»                     | Liè Yùkòu 列禦寇      |
| ۳۳  | «همه زیر بهشت»                  | Tiānxià 天下          |

| «فصل‌های درونی» (Nèi piān 內篇)-فصل ۱–۷   |
| «فصل‌های بیرونی» (Wài piān 外篇)-فصل ۸–۲۲ |
| «فصل‌های متفرقه» (Zá piān 雜篇)-فصل ۲۳–۳۳ |

## موضوع

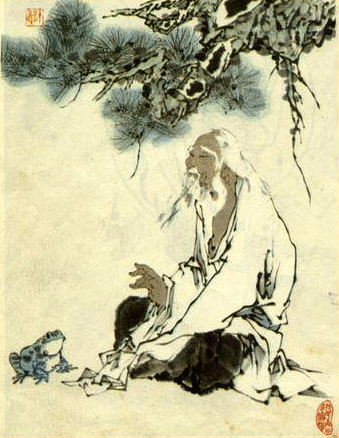
ژوانگزی پیر

داستان‌ها و حکایت‌های ژوانگزی مجموعه‌ای از اصول و نگرش‌های منحصربه‌فرد را در بر می‌گیرد؛ از جمله زندگی کردن با خودانگیختگی طبیعی، اتحاد درون خود با «راه» کیهانی (دائو)، دور نگه داشتن خود از سیاست و تعهدات اجتماعی، پذیرش مرگ به‌عنوان یک دگرگونی طبیعی، نشان دادن قدردانی و ستایش از چیزهایی که دیگران آن را بی‌هدف می‌دانند، و به‌شدت ارزش‌های اجتماعی و استدلال متعارف را رد می‌کنند. این اصول ایده‌های اصلی تائوئیسم فلسفی را تشکیل می‌دهند. دیگر مکاتب اصلی فلسفی چین باستان، مانند کنفوسیوسیسم، قانون‌گرایی، و موهیسم، همگی به اصلاحات اجتماعی، سیاسی یا اخلاقی خاصی توجه داشتند که برای اصلاح مردم و جامعه و در نتیجه کاهش مشکلات و رنج‌های جهان طراحی شده بودند. ژوانگزی معتقد بود که کلید خوشبختی واقعی رهایی از جهان و معیارهای آن از طریق اصل دائوئیستی «انفعال» است؛ اقدامی که مبتنی بر هیچ تلاش هدف‌مند یا انگیزه‌ای برای منفعت نیست، و اساساً با سیستم‌هایی که نظم را بر افراد تحمیل می‌کنند مخالف بود.
ژوانگزی جهان را به‌عنوان چیزی تعبیر می‌کند که بدون وجود خدای آگاه یا اراده‌ای خودبه‌خود تغییر می‌کند و استدلال می‌کند که انسان‌ها می‌توانند با زندگی یکسان خودبه‌خود به سعادت نهایی دست یابند. ژوانگزی استدلال می‌کند که به‌دلیل توانایی‌های شناختی پیشرفته انسان‌ها، آن‌ها تمایل به ایجاد تمایزات مصنوعی، مانند خوب در مقابل بد، بزرگ در مقابل کوچک، مفید در مقابل بی‌فایده بودن، و سیستم‌های اجتماعی مانند کنفوسیوسیسم دارند که خود را از خودانگیختگی طبیعی کیهان دور می‌کنند. برای نشان دادن بی‌ذهنی و خودانگیختگی که احساس می‌کرد باید مشخصه کنش انسان باشد، اغلب از قیاس صنعتگران استفاده می‌کند. همان‌طور که برتون واتسون توضیح می‌دهد، «نقاب‌کار ماهر، قصاب ماهر، شناگر ماهر در مورد اقدامی که باید انجام دهد فکر نمی‌کند؛ مهارت‌های او به قدری بخشی از او شده‌است که او صرفاً به‌طور غریزی عمل می‌کند. خودبه‌خود و بدون این‌که بدانیم چرا به موفقیت می‌رسند.» اصطلاح «سرگردان» در سرتاسر داستان‌های ژوانگزی برای توصیف این‌که چگونه یک فرد روشن‌فکر «در تمام خلقت سرگردان است و از لذت‌های آن لذت می‌برد بدون این‌که هرگز به بخشی از آن وابسته شود» استفاده می‌شود.
ژوانگزی شدیداً با دولت رسمی مخالفت می‌کند، که به‌نظر می‌رسد ژوانگزی احساس می‌کرد در بنیان آن «به دلیل تضاد بین انسان و طبیعت» مشکل‌ساز است. متن تلاش می‌کند نشان دهد که «به‌محض مداخله دولت در امور طبیعی، تمام امکان خوشبختی واقعی را از بین می‌برد». مشخص نیست که آیا مواضع ژوانگزی نوعی آنارشیسم است یا خیر، زیرا مراجع سیاسی در ژوانگزی بیش‌تر به موضوع‌هایی می‌پردازند که دولت نباید انجام دهد، نه این‌که چه نوع حکومتی باید وجود داشته باشد.
محققان غربی مدت‌هاست متوجه شده‌اند که ژوانگزی به‌شدت ضد عقل‌گرایی است. درحالی‌که عقل و منطق مشخصه فلسفه یونان باستان و سپس کل سنت فلسفی غرب شد، فیلسوفان چینی ترجیح دادند بر اقناع و شهود اخلاقی تکیه کنند. ژوانگزی نقش مهمی در بدبینی چینی نسبت به عقل‌گرایی ایفا کرد، زیرا ژوانگزی اغلب استدلال‌های منطقی را وارونه می‌کند تا آن‌ها را هجو و بی‌اعتبار کند. ژوانگزی زبان و عقل را به‌طور کامل کنار نگذاشت، بلکه «تنها می‌خواست به این نکته اشاره کند که وابستگی بیش از حد به آن‌ها می‌تواند انعطاف‌پذیری فکر را محدود کند.»

## نفوذ
ژوانگزی تأثیرگذارترین اثر صرفاً ادبی چینی است که قدمت آن به قبل از اتحاد امپراتوری چین در سال ۲۲۱ قبل از میلاد می‌رسد. کیفیت ادبی، تخیل و خلاقیت و قدرت زبانی آن در دوره آفرینش بی‌سابقه بود. تقریباً هر نویسنده یا شاعر بزرگ چینی در تاریخ، از سیما شیانگرو و سیما کیان در دوران سلسله هان، روان جی و تائو ژیان در دوران شش سلسله، لی‌پو در دوران سلسله تانگ، تا سو شی و لو یو در سلسله سونگ «عمیقاً با ایده‌ها و هنر ژوانگزی آغشته شده بودند.»

## یادداشت
1. ↑  ماندارین: [ʈʂwáŋ.tsɹ̩̀]

## برای مطالعه بیش‌تر
- برکسون، ام. (۱۹۹۶) زبان: مهمان واقعیت - ژوانگزی و دریدا در مورد زبان، واقعیت و مهارت. در پی کیلبرگ وپی جی آیوانهو (ویرایشگران)، مقالاتی در مورد شک‌گرایی، نسبی‌گرایی و اخلاق در ژوانگزی (ص ۹۷–۱۲۶). آلبانی، نیویورک: SUNY Press.
- برکسون، ام. (۲۰۱۱) مرگ در ژوانگزی: ذهن، طبیعت و هنر فراموش کردن. در A. Olberding، & P. J. Ivanhoe (ویرایش)، مرگ و میر در اندیشه سنتی چینی (ص. ۱۹۱–۲۲۴). آلبانی، نیویورک: SUNY Press.
- چای، دی (۲۰۱۶). در مورد آرمیدن جمجمه: ژوانگزی و هایدگر در مرگ، مرزهای فلسفه در چین، ۱1(3)، ۴۸۳–۵۰۰.
- Connolly, T. (2011) دیدگاه‌گرایی به‌مثابه راهی برای دانستن در ژوانگزی. دائو، ۱0(4)، ۴۸۷–۵۰۵.
- کوتینیو، اس. (۲۰۱۵) تحلیل‌های مفهومی ژوانگزی. در X. Liu (ویرایش)، همراه دائو با فلسفه دائوئیستی (ص ۱۵۹–۱۹۱). دوردرخت: اسپرینگر.
- سؤالات ساختگی در ژوانگزی
- Graziani, R. (2020) داستان و فلسفه در ژوانگزی: مقدمه‌ای بر تفکر تائوئیستی چینی اولیه. نیویورک: انتشارات بلومزبری
- Ivanhoe, P. J. (1993) ژوانگزی در مورد شک و تردید، مهارت و تائوی وصف‌ناپذیر. مجله آکادمی دین آمریکا، ۶1 (4)، ۶۳۹–۶۵۴
- Kohn, L. (2016) Zhuangzi: متن و زمینه. رالی، NC: Lulu Press, Inc.
- کوک، دوروتی اچ بی. «نقد عقل امپراتوری: درس‌هایی از ژوانگزی». دائو ۱8 (2019): ۴۱۱–۴۳۳.
- لیو، ایکس (۲۰۱۵) مسائل متنی در ژوانگزی. در X. Liu (ویرایش)، همراه دائو با فلسفه تائوئیستی (ص ۱۲۹–۱۵۷). دوردرخت: اسپرینگر.
- Lo, Y. K. (2022) تألیف ژوانگزی. در K. Chong (ویرایش)، همراه دائو با فلسفه ژوانگزی (۴۳–۹۷). چم، سوئیس: Springer.
- مینگجیان شیانگ. ۲۰۲۳. مطالعه بلاغی شناختی. جان بنجامین.
- Møllgaard, E. (2007) مقدمه‌ای بر اندیشه تائوئیستی: عمل، زبان و اخلاق در ژوانگزی. نیویورک: روتلج
- شیانگ، مینگجیان و استر پاسکوال. «مناظره با ژوانگزی: سؤالات تشریحی به‌عنوان تعامل خیالی در یک متن چینی قدیمی ترکیب می‌شود.» پراگماتیک: نشر فصل‌نامه انجمن بین‌المللی عمل‌شناسی (IPrA) 26، شماره. 1 (2016): ۱۳۷–۱۶۲.